# Mårhund
Mårhunden (Nyctereutes procyonoides) er et dyr i hundefamilien, der oprindelig kun levede i Østasien.

## Udseende
Mårhunden er 50-80 cm lang fraregnet halen og vejer op til 10 kg. Skulderhøjden er ca. 20 cm, og benene er korte og slanke med 4 tæer på hver fod. Den er ikke en god løber, men er til gengæld god til at svømme. Farven kan være gul, rød og grå iblandet sort på ryg og skulder. Hals, bryst og ben er typisk sorte eller brune. Den har kraftig pels og busket hale, især om vinteren. Ansigtet er sort med hvid snude, hvilket betyder at den kan forveksles med vaskebjørn og grævling, som dog har anderledes ansigtsmønstre.

## Levevis
Mårhunden er et rovdyr, som spiser alle typer mindre dyr (krebs, fisk, insekter, pattedyr, fugle etc.) og ådsler. Den er alsidig med hensyn til levested, men foretrækker fugtige områder nær vand. Mårhunden danner faste par, som får ét kuld i gennemsnit 11 hvalpe pr kuld. Hvalpene passes af begge forældre og kan klare sig selv efter ca. 4 måneder. Om vinteren går mårhunden i hi.

## Mårhund i Danmark
I Danmark regnes den for en invasiv art, og der er risiko for at den kan udkonkurrere hjemmehørende rovdyr med en lignende levevis, f.eks. ræv og grævling. Dens gode jagtegenskaber gør den ligeledes til en trussel mod fugle og små pattedyr, da disse ikke er vænnet til dette rovdyr. Mårhunden kan være bærer af rabies, men også af den farligere bændelorm Echinococcus multilocularis, der i værste tilfælde kan være dødelig for mennesker. Ydermere er der risiko for spredning af parasitter til hjemmehørende vildt. Dens indflydelse på naturens økosystem og risikoen for overførsel af parasitter til mennesker gør den derfor uønsket i dansk natur.
I 2021 blev der skudt knap 9.000 mårhunde i Danmark, hvilket var en nedgang fra knap 11.000 i 2020. Nedgangen menes at være udtryk, at det er lykkedes jægerne at bremse udbredelsen af den invasive art efter tilladelse til at bruge infrarødt kamera.

## Udbredelse
Oprindelig levede mårhunden kun i Østasien, men i 1928-1958 blev 10.000 mårhunde flyttet fra Asien til Sovjetunionen med henblik på pelsproduktion. Her voksede bestanden hurtigt. Fra Sovjetunionen bredte mårhunden sig til Østeuropa. I 1948 blev 35 mårhunde indført til Letland, hvor jægere i 1960 skød ikke færre end 4.210 mårhunde.
Mårhund er nu almindelig i Finland, Estland, Letland og Litauen. Der er rapporteret observationer så langt væk som i Serbien, Frankrig, Rumænien, Italien, Schweiz, Tyskland, Norge, Danmark og Sverige. I Danmark er den set på lokaliteter i Jylland og på Fyn. Den 15. marts 2011 oplevede en villaejer i Bagsværd på Sjælland en mårhund i kamp med familiens hund .
Ifølge Miljøstyrelsen udgør mårhunden i dag en reel trussel mod den danske natur og vildtbestand. Målrettede udryddelseskampagner og økonomiske tilskud til natkikkerter og foderpladser er iblandt flere af Miljøstyrelsens tiltag for at stoppe mårhundens fortsatte udbredelse i Danmark. Imidlertid har Miljøstyrelsen også erkendt sit umiddelbare nederlag til mårhunden, hvorfor man nu har omlagt sine tilgangsmetoder til den aktuelle problematik.
"Miljøstyrelsen fik foretaget en analyse af de mårhunde, der blev nedlagt i 2017. Denne undersøgelse viste at bestanden ville stige, medmindre man nedlagde 75 procent af bestanden årligt," siger Mariann Chriel, Specialkonsulent i Miljøstyrrelsen. "Det er derfor forventet at vi ser en stigende bestand, da afskydningstallene ikke er i nærheden af dette. Vi tror derfor ikke det vil være muligt at udrydde mårhunden i Jylland, men vi håber fortsat at vi kan øge afskydningen og bremse bestandsudviklingen," siger hun.